# دنی گرین (بازیکن فوتبال، زاده ۱۹۸۸)
دنی گرین (انگلیسی: Danny Green؛ زادهٔ ۹ ژوئیهٔ ۱۹۸۸) بازیکن فوتبال اهل بریتانیا است.
از باشگاه‌هایی که در آن بازی کرده‌است می‌توان به باشگاه فوتبال ناتینگهام فارست، باشگاه فوتبال چارلتون اتلتیک، باشگاه فوتبال لوتون تاون، باشگاه فوتبال میلتون کینز دونز، باشگاه فوتبال بیشاپس استورتفورد، و باشگاه فوتبال داگنم و ردبریج اشاره کرد.